# Lennart Wennersten
Bror Lennart Christoffer Wennersten, född 8 mars 1928 i Stockholm, död 29 januari 2015 i Nyköping, var en svensk målare och tecknare.
Han var son till distriktslantmätaren Bror Ragnar Christoffer Wennersten och Ruth Ingeborg Malmborg och från 1951 gift med Ulla Märta Strandberg. Wennersten studerade vid Otte Skölds målarskola i Stockholm 1945–1947 och genom självstudier under resor till bland annat Frankrike, Belgien, Spanien och Nordafrika. Separat ställde han bland annat ut i Sundsvall några gånger och tillsammans med Lennart Forsberg ställde han ut i Stöde 1956 samt medverkat i ett flertal samlingsutställningar i Norrland. Hans konst består av figurer, porträtt, stilleben och landskapsskildringar utförda i olja, tempera, pastell, akvarell eller i form av teckningar. För Östra domsagan i Sundsvall utförde han temperamålningen Kustland och för Selångers församlingshem oljemålningen S:t Olov samt oljemålningen Skrot i snö för Ånge skola.